# Hannes Oljelund
Hans Johan Hannes Oljelund, ursprungligen Hans Johan Oljelund, född 28 januari 1933 i Oskar Fredriks församling i Göteborg, död 12 mars 2014 i Solna, var en svensk TV-man.

## Biografi

### Bakgrund
Hannes Oljelund var son till journalisten Stefan Oljelund och Nea Olsson samt bror till diplomaten Anders Oljelund. Vidare var han brorson till skriftställaren Ivan Oljelund samt kusin till dennes barn, läkaren Olof Oljelund och författaren Thea Oljelund.

### Karriär
Efter studentexamen 1951 studerade han vid Göteborgs högskola 1951–1954. Han var sedan anställd vid Göteborgs Handels- och Sjöfartstidning 1954–1959 och vid Svenska Dagbladet 1959–1969 där han var redaktionssekreterare från 1965.
År 1969 anställdes han vid Sveriges radio, han blev redaktionssekreterare för Rapport i TV 2, marknadsföringschef 1971 och planeringschef från 1972. Sedan följde tjänst som ställföreträdande programdirektör och planeringschef TV 2 1979–1985. Han var utredare hos SVT bland annat av betal-TV och ny kanalstruktur 1985–1986. Från 1986 var han planeringschef och biträdande programdirektör vid Sveriges Television.

### Familj
Han gifte sig 1960 med Marie Gullmarsdotter Bergenström (1938–1972) som var redaktör hos Åhlén & Åkerlunds förlag samt dotter till Gullmar Bergenström och Pernilla Tunberger. En dotter till Hannes och Marie Oljelund är författaren Pernilla Oljelund.
Mellan 1975 och 1986 var han sambo med Gudrun Kjellberg (född 1945), dotter till Rune Kjellberg och Elsa Kjellberg. Hannes Oljelund är begravd på Norra begravningsplatsen utanför Stockholm.